# Campionato mondiale femminile di pallacanestro 1957
La II edizione del Campionato Mondiale di Pallacanestro Femminile FIBA è stata disputata in Brasile dal 13 al 26 ottobre del 1957.

## Squadre partecipanti
| - Argentina - Australia - Brasile - Cile - Cuba - Cecoslovacchia | - Messico - Paraguay - Perù - Stati Uniti - Ungheria - Unione Sovietica |

## Classifica finale
| Campione del Mondo | Campione del Mondo | Campione del Mondo |
| --- | ------------------ | --- |
| Stati Uniti4 Barron, 5 Crawford, 6 Scoggins, 7 White, 8 Washington, 9 Keaton, 10 Davidson, 11 Tate, 12 Cox, 14 Alexander, 15 Rowland, 41 Sipes, All. John Head |                    | |
| Argento | Unione Sovietica   | Unione Sovietica3 Maksimel'janova, 4 Maksimova, 5 Kostikova, 6 Kopylova, 7 Poznanskaja, 8 Tulevičiūtė, 10 Michajlova, 11 Kudrjavceva, 12 Erëmina, 13 Stepina, 14 Uztupe, All. Vladimir Gorochov |
| Bronzo | Cecoslovacchia     | Cecoslovacchia3 Blahoutová, 4 Dobiášová, 5 Mázlová, 6 Havlíková, 8 Trojková, 9 Hubálková, 10 Tyrolová, 11 Štěpánová, 12 Čechová, 13 Kopáčková, 14 Lundáková, 15 Moutelíková, All. Lubomír Dobrý |
| 4. | Brasile            | Brasile3 Heleninha, 4 Aglaé, 5 Nair, 6 Zilá, 7 Martha, 8 Genézia, 9 Maria Helena, 10 Noca, 11 Neuci, 12 Anésia, 13 Marlene, 14 Marly, All. Antenor Horta                                        |
| 5. | Ungheria           | Ungheria3 M. Kaló, 4 Bárány, 5 Schneider, 6 Kovács, 7 Szabó, 8 Mogyorósi, 9 I. Kaló, 10 Vékony, 11 Kocsor, 12 Szmertnik, 13 Jalsoviczky, 14 Gyimes, All. János Szabó                            |
| 6. | Paraguay           | Paraguay3 M. López, 4 Malatesta, 5 N. López, 6 Garcete, 7 Cardozo, 8 Marques, 9 Ed. Nunes, 10 Villalba, 11 El. Nunes, 12 Battaglia, 13 Rolón, 14 Miers, All. Óscar Amarilla                     |
| 7. | Cile               | Cile3 I. Valenzuela, 4 Méndez, 5 Silva, 6 Pauchard, 7 Piña, 8 Carreño, 9 Ortiz, 10 Velásquez, 11 Camazón, 12 Clavería, 13 Terán, 14 Pizarro, All. Luis Valenzuela                               |
| 8. | Messico            | Messico3 Almanza, 4 Lozano, 5 González, 6 Rodríguez, 7 Ayluardo, 8 García, 9 Ríos, 10 Barajas, 11 Patiño, 12 Herrera, 13 Sánchez, 14 Hurtado, All. Pedro Barba                                  |
| 9. | Argentina          | Argentina3 Lorenzo, 4 Cattáneo, 5 Rodríguez, 6 Bonetti, 7 Zurita, 8 Balocco, 9 Cesca, 10 Solari, 11 Lilino, 12 Rosales, 13 Bustos, 14 Pietrapiana, All. Julio Pastorino                         |
| 10. | Australia          | Australia3 MacGuire, 4 Flanagan, 5 Cockburn, 6 Homburg, 7 Hill, 8 Hoban, 9 French, 10 Saunders, All. Vern Thomas                                                                                |
| 11. | Perù               | Perù3 Bourne, 4 Baluarte, 5 Salhuana, 6 Carranza, 7 Mendoza, 8 Di Laura, 9 Lossio, 10 Espinoza, 12 Adrianzén, 13 Flechelle, 14 Delgado, 16 Fulgosi, All. Carlos Rojas y Rojas                   |
| 12. | Cuba               | Cuba3 Lee, 4 Núñez, 5 Thaureaux, 6 Buergo, 7 Santana, 8 de Dios, 9 Olmedo, 10 Carasou, 11 Palacio, 12 González, 13 Hernández, 14 Escaurido, All. Mario Quintero                                 |